# Малінформація

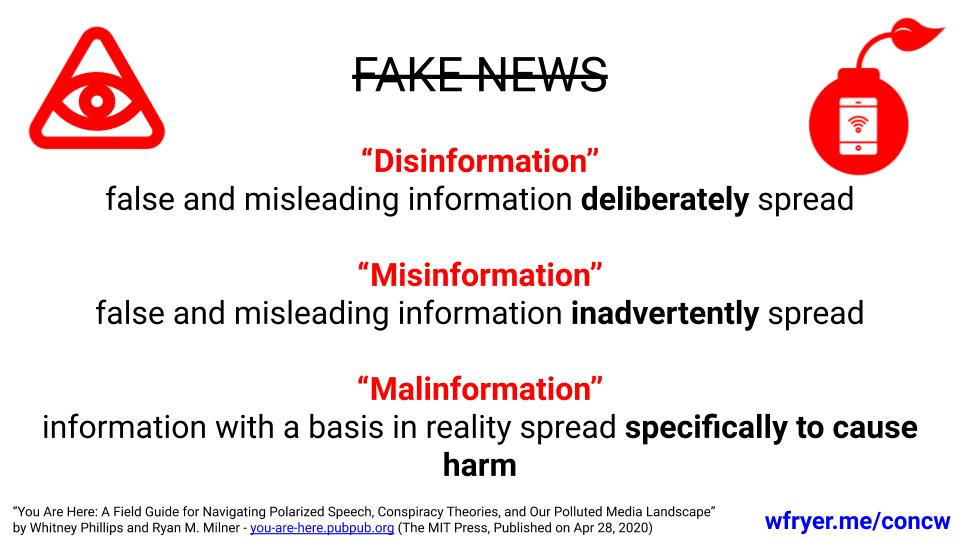
Ілюстрація відмінностей між дезінформацією, мізінформацією та малінформацією.

Малінформація — це інформація, яка є правдивою та фактичною, але яку поширюють з метою завдати реальної шкоди або нанести шкоду особі, організації чи країні; свідома публікація приватної або чутливої інформації. Малінформація полягає в тому, що конкретну відому інформацію використовують для дискредитації людей, компаній, партій, держав тощо.
Це можуть бути інтимні фото, приватне листування або інший компрометуючий контент. Прикладом малінформації є навмисний витік даних з електронних листів політиків під час президентських виборів у Франції 2017.
Малінформацією може бути публікація фотографій або відео «прильотів» у соцмережах: хоча ця інформація правдива, вона може скоригувати ворожі обстріли та заподіяти ще більшої шкоди українським воїнам і цивільним.